# Westerwanna
Westerwanna ist ein Ortsteil der Gemeinde Wanna in der Samtgemeinde Land Hadeln im niedersächsischen Landkreis Cuxhaven.
Der Ort liegt westlich von Osterwanna an der Landesstraße L 118.
Nordwestlich liegt das 252 Hektar große Naturschutzgebiet Aßbütteler Moor. Südlich fließt die 15 Kilometer lange Emmelke.
Die Megalithanlagen bei Westerwanna liegen westlich von Westerwanna im Moor und in der Süderheide. In der Kirche befindet sich eine der drei erhaltenen Glocken des Geläuts aus dem Dom von Königsberg in Ostpreußen.